# Heinrich Rau (Politiker, 1879)
Heinrich Rau (* 12. April 1879 in Tirschtiegel; † 26. Mai 1963 in Stralsund) war ein sozialistischer Politiker.

## Leben
Der Sohn eines Schneidermeisters arbeitete nach dem Besuch der Volkshochschule als Handlungsgehilfe und später als Kaufmann in Gleiwitz und war sechs Jahre lang Offizier der Heilsarmee und danach zwei Jahre Prediger der Christlichen Gemeinschaft.  1910 trat Rau in die SPD ein und schloss sich während des Ersten Weltkrieges der USPD an, zu deren führenden Vertretern er in Oberschlesien gehörte.
Im Januar 1919 wurde er in die verfassunggebende Landesversammlung Preußens gewählt. Daneben gab er die Zeitschrift Morgenröte heraus und war Vorstandsmitglied der Volkshochschule in Gleiwitz. Innerhalb der USPD gehörte Rau zum linken Parteiflügel, welcher sich Ende 1920 mit der KPD zur VKPD zusammenschloss. Nach den innerparteilichen Konflikten um die Märzaktion kehrte er 1922 in die USPD zurück, für welche er im gleichen Jahr in die Gleiwitzer Stadtverordnetenversammlung gewählt wurde. Im Herbst 1922 gehörte Rau zu der Minderheit um Georg Ledebour und Theodor Liebknecht, welche den Zusammenschluss mit der SPD ablehnten.
Seine wirtschaftliche Existenz wurde von den Nazibehörden untergraben mit Beginn in den Jahren 1932–34. Der jüngste Sohn wurde in jener Zeit schon nach Sonnenburg ins Konzentrationslager gebracht. 1944 mit 65 Jahren steckte ihn die Gestapo als „Staatsfeind“ ins Konzentrationslager Sachsenhausen. 1945 machte er den Todesmarsch aus dem Lager mit. Heinrich Rau wirkte in Stralsund und 1946 in Greifswald als Bürgermeister, 1947 als Oberbürgermeister und ab 1947/48 als Landrat.
Das weitere Schicksal Heinrich Raus ist unbekannt.